# Estació de Jaume I
Jaume I és una estació de la L4 del Metro de Barcelona situada sota la Via Laietana al districte de Ciutat Vella de Barcelona.
L'estació va entrar en servei el 1926 com a part del ramal del Gran Metro de Barcelona i amb el nom de Jaime I. Força anys més tard, el 1972 va ser tancada per a integrar-la a la nova Línia IV. Un any més tard, el 1973 va ser reoberta com a part del primer tram de la línia IV. Més tard el 1982 amb la reorganització dels números de línies i canvis de nom d'estacions va adoptar el nom actual.
Al juny del 2017 van començar les obres d'adaptació de l'estació, que previsiblement acabaran a l'estiu de 2019. Amb una inversió de 4 milions d'euros, es portaran a terme diferents actuacions: renovació dels dos vestíbuls de l'estació, creació d'una sala de cap d'estació al vestíbul de la Plaça de l'Àngel, execució d'un nou tram d'escales entre el vestíbul del carrer Angenteria i el carrer, renovació de les màquines validadores, recreixement d'andanes i instal·lació d'un ascensor a cada vestíbul de l'estació.
| Metro de Barcelona     |            |       |             |                        |
| Procedència/Destinació | <          | Línia | >           | Procedència/Destinació |
| Trinitat Nova          | Urquinaona |       | Barceloneta | La Pau                 |

## Accessos
- Plaça de l'Àngel
- Via Laietana - Carrer Argenteria

## Intervenció arqueològica
El 2005 es dugué a terme una intervenció arqueològica. El resultat de la intervenció arqueològica constatà la inexistència de restes arqueològiques rellevants a la zona afectada, tot i que no es pot parlar de resultats negatius. Només en dues de les cales de les nou efectuades (cala 100 i 200), es va poder observar l'existència d'un mur paral·lel a l'actual línia de façana, sense cap mena d'estratigrafia ni material associat. Aquesta estructura, per afinitats tipològiques, es va identificar com l'antiga línia de façana del carrer de l'Argenteria, que fins a finals del s. XIX era molt més estret que no pas ara. La majoria dels edificis propers a l'actual Via Laietana es van veure afectats per l'obertura d'aquesta i foren enderrocats entre finals del s. XIX i principis del XX; així és molt possible que les restes documentades corresponguessin a l'immoble que fins aquells moments va ocupar la parcel·la. Malgrat que la profunditat de les rases realitzades (2 m. en algun dels casos), va ser considerable, en cap moment s'arribà a terrenys considerats geològics, per la qual cosa no es pot descartar que hi hagi restes arqueològiques a cotes inferiors.